# Euippodes subnigra
Euippodes subnigra är en fjärilsart som beskrevs av Emilio Berio 1956. Euippodes subnigra ingår i släktet Euippodes och familjen nattflyn. Inga underarter finns listade i Catalogue of Life.